# Maria Fierz
Maria Fierz (* 27. März 1878 in Richterswil; † 13. September 1956 in Oberrieden) war eine frühe Förderin und Fachfrau der Sozialarbeit. Sie leitete jahrzehntelang die Zürcher Frauenzentrale und setzte sich ein für Frauenrechte sowie für eine freiheitliche und soziale Politik.

## Leben und Wirken
Maria Fierz wuchs in einer grossbürgerlichen Familie im Kanton Zürich auf. Sie war die Enkelin des Textilfabrikanten, Financiers und freisinnigen Bundesrats Heinrich Fierz (1813–1877). Ihre Eltern verweigerten ihr ein Studium, sodass Maria Fierz auf Anraten von Mentona Moser nach London ging. Dort liess sie sich von 1901 bis 1903 am «Women’s University Settlement» zur Sozialarbeiterin ausbilden.
Gemeinsam mit Moser betätigte sich Fierz nach ihrer Ausbildung in Zürich im Gemeinnützigen Frauenverein. Gleichzeitig suchten sie nach Möglichkeiten, die in Grossbritannien erlernten Fürsorgemethoden auch in der Schweiz zu verbreiten. Sie initiierten und leiteten die «Kurse zur Einführung in weibliche Hilfstätigkeit für soziale Aufgaben» in Zürich. Diese sogenannten Fürsorgekurse sollten bei jungen Frauen das Verantwortungsgefühl gegenüber Notleidenden wecken und sie zu freiwilliger Hilfe animieren. Die Kurse wurden in den folgenden Jahren ausgebaut und ab 1920 im Rahmen der «Sozialen Frauenschule Zürich» geführt. In Zürich war die offene Fürsorge nur schwach ausgebaut, deshalb musste die soziale Betreuung vor allem in Heimen und Anstalten stattfinden. Neben ihrer Tätigkeit in der Fürsorgeausbildung absolvierte Maria Fierz ein Praktikum bei der «Freiwilligen- und Einwohner-Armenpflege Zürich», wo sie auch den administrativen Teil der Fürsorge kennenlernte.
Ab 1910 führte Fierz die Frauenfürsorgekurse mit Mosers Nachfolgerin Marta von Meyenburg weiter. Zusammen bauten sie das Bildungsangebot für Sozialarbeit aus und gründeten 1920 die Soziale Frauenschule Zürich. Bis 1948 war Fierz deren Vorstandsmitglied. Die Fürsorgekurse wurden zunächst von Frauen besucht, die sich freiwillig und unentgeltlich in der Fürsorge engagierten. Zu dieser ersten Gruppe von Schülerinnen kamen zunehmend Teilnehmerinnen hinzu, welche die Kurse als Vorbereitung für eine soziale Berufstätigkeit nutzten. Die Fürsorgekurse und die Schule trugen damit zur Professionalisierung der Fürsorge als «Sozialarbeit» und zur Entwicklung von qualifizierter, spezifisch weiblicher Berufstätigkeit bei.
Neben der Sozialarbeit engagierte sich Maria Fierz in zahlreichen gesellschaftspolitischen Anliegen. 1908 wurde sie als erste und einzige Frau sowohl in die Zentral- als auch in die Aufsichtskommission der «Freiwilligen- und Einwohner-Armenpflege der Stadt Zürich» gewählt. 1913 verliess sie die Organisation wegen Meinungsverschiedenheiten wieder, amtete aber ab 1928 in deren Nachfolgeorganisation, der Kommission für Armenpflege der Stadt Zürich. Von 1917 bis 1944 leitete sie die Zürcher Frauenzentrale, die im gleichen Gebäude wie die Soziale Frauenschule untergebracht war und sich zum Ziel genommen hatte, einen Beitrag an das Gemeinwohl zu leisten und den bürgerlichen Frauen neue Berufsfelder zu erschliessen. Die Frauenzentrale koordinierte die Tätigkeiten weiblicher Fürsorgeorganisationen, bot Beratungsgespräche für Frauen an und unterhielt eine Mütterschule (1942–1977). Von 1935 bis 1940 gehörte Fierz zudem dem Vorstand des Bundes Schweizerischer Frauenvereine an. Durch ihr langjähriges Engagement für die Frauenberufe und die Gleichberechtigung der Frauen wurde sie zu einer wichtigen Exponentin der schweizerischen Frauenbewegung. Sie gründete das heutige Departement «Soziale Arbeit» der Zürcher Hochschule für Angewandte Wissenschaften.
Stärker politisch ausgerichtet war die Initiierung von «Frauengruppen zur sozialen Verständigung» nach dem Landesstreik von 1918, bei denen sich in den Zürcher Quartieren Frauen aus dem Bürgertum und aus der Arbeiterschaft versammelten und eine klassenübergreifende Verständigung anstrebten. Als in den 1930er-Jahren die Frontenbewegung erstarkte, engagierte sich Fierz 1933 in der gesamtschweizerischen «Arbeitsgemeinschaft Frau und Demokratie», die sich gegen antidemokratische und faschistische Strömungen stark machte. Fierz war überzeugte Pazifistin und stand dem religiösen Sozialismus nahe.

## Ehrung

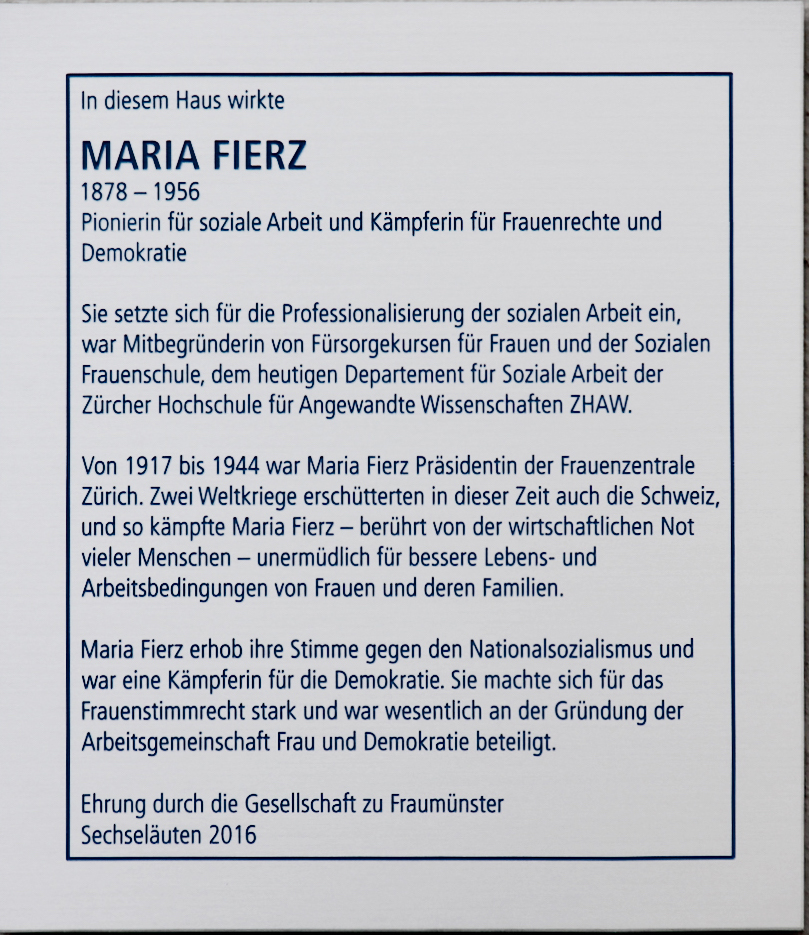
Gedenktafel für Maria Fierz am Schanzengraben 29, Zürich

Maria Fierz wurde anlässlich der jährlichen Frauenehrung am Sechseläuten 2016 von der Gesellschaft zu Fraumünster geehrt. Ihre Gedenktafel befindet sich am Schanzengraben 29 in Zürich.